# Henrique I de Faucigny
Henrique I de Faucigny ou também Henrique I de Genebra (1155 - 1197) foi Barão de Faucigny e conde de Genebra pelo casamento.

## Relações familiares
Foi filho de Aimão I de Faucigny e de Clemência. Casou com Margarida de Genebra (1160 -?) condessa de Genebra e Senhora de Clermont, filha de Amadeu I de Genebra (1098 - 1178) e de Beatriz de Domène, de quem teve:
1. Aimão II de Faucigny, Senhor de Faucigny casado com Beatriz da Borgonha.
2. Margarida de Genebra (1180 -?) casada com Tomás I de Saboia, (Castelo de Carbonara, 23 de Maio de 1176 - Moncalieri, Aosta, Itália, 1 de Março de 1233) foi Conde de Saboia desde 1189 até 1233.